# Irene Esser
Irene Esser  (Puerto Ordaz, Venezuela, 1991. november 20. –) venezuelai modell, színésznő.

## Élete
Irene Esser 1991. november 20-án született Puerto Ordazban. Édesapja Billy Esser Bonta, üzletember. Irene német és magyar származású.
2011-ben megnyerte a Miss Venezuela szépségversenyt.
2012-ben 3. helyezett lett a Miss Universe szépségversenyen.
2014-ben főszerepet kapott a Corazón Esmeralda című telenovellában Luis Gerónimo Abreu mellett.

## Filmográfia
| Év   | Cím               | Szerep                        | TV stúdió  |
| ---- | ----------------- | ----------------------------- | ---------- |
| 2014 | Corazón Esmeralda | Beatriz Elena Beltrán Jiménez | Venevisión |